# Ido Osi
Ido Osi est une zone de gouvernement local de l'État d'Ekiti au Nigeria,.